# Heterostegane infusca
Heterostegane infusca là một loài bướm đêm trong họ Geometridae.